# Искра (Вологодская область)
Искра — деревня в Череповецком районе Вологодской области.
Входит в состав Ягницкого сельского поселения, с точки зрения административно-территориального деления — в Большедворский сельсовет.
Расстояние по автодороге до районного центра Череповца — 125 км, до центра муниципального образования Ягницы — 15 км. Ближайшие населённые пункты — Ионово, Михеево, Григорьево.
По переписи 2002 года население — 26 человек (9 мужчин, 17 женщин). Всё население — русские.